# Scymnus subvillosus
Scymnus subvillosus és un coleòpter paleàrtic pertanyent a la família dels coccinèl·lids.

## Etimologia
- Scymnus: prové de la paraula grega skymnos (cadell).[3]
- subvillosus: és un mot compost per sub- (poc) + villosus (pilós), és a dir, poc pilós.[4]

## Descripció
Aquest micrococcinèl·lid té una longitud d'1,9 a 2,5 mil·límetres. El seu cos és rodó i cobert de pèls grisencs i curts. Sobre el fons fosc dels èlitres apareixen quatre franges rogenques d'amplàries variables. La part inferior és de color negre o marró fosc, i de color marró rogenc a la secció posterior. Es pot confondre amb l'espècie Scymnus quadripustulatus.

## Hàbitat i distribució
Es tracta d'una espècie paleàrtica, distribuïda per vint-i-set països europeus, vint a Àsia, vuit al nord d'Àfrica i també presents a la regió afrotropical.

## Ecologia agrària
A la conca mediterrània, les espècies més abundants de coccinèl·lids afidòfags associats a cítrics són Scymnus subvillosus i Scymnus interruptus. Aquestes espècies són cosmopolites, ja que es troben a Europa, Àsia Menor i Àfrica del Nord. Són habituals en els agroecosistemes arboris, incloent-hi pomeres, cítrics, presseguers, pruneres, nogueres, roures i a l'hàbitat natural. Pocs estudis analitzen la seua rellevància i el seu paper com a agents de control biològic en aquests agroecosistemes. Scymnus subvillosus i S. interruptus són els principals depredadors dels pugons tot i que poden alimentar-se d'altres preses com ara cotxinilles, cotonet i àcars. La menor grandària i menor voracitat de les espècies de Scymnus en comparació amb altres espècies de coccinèl·lids més grans fan pensar que siguen agents de control biològic menys competitius i menys eficients. No obstant això, la seua elevada abundància en els agroecosistemes de cítrics, amb capacitat de persistir a baixes densitats de preses i una gran longevitat, els atorguen a aquestes xicotetes marietes la capacitat d'explotar colònies de pugons tant en etapes fenològiques prèvies com posteriors, i per períodes més llargs que la més gran de les marietes (Coccinella septempunctata).
Pel que sembla, Scymnus interruptus i S. subvillosus tenen nínxols superposats als agroecosistemes cítrics. Ambdós depredadors es troben sovint coexistint i competint pels mateixos recursos alimentaris: pugó verd del cítrics (Aphis spiraecola) i pugó del cotoner (Aphis gossypii), però no s'ha demostrat cap competència exclusiva. Pareix que cada depredador tendeix a caçar més una espècie d'àfid que una altra. Encara que també s'ha trobat a aquesta espècie depredant colònies de pugó cerós gegant (Melanaphis donacis) sobre canyavera (Arundo donax) i de pugó cerós (Hyalopterus pruni) sobre diversos cultius arboris.